# BRM P48/57
BRM P48/57 — шасси команды BRM, использовавшееся командой для гонок Формулы-1 в 1961—1962 годах. Первое шасси BRM с двигателем Coventry Climax. Шасси стало «промежуточным» между BRM P48 и BRM P57, о чём говорило его название.

## Выступления
После провала в сезоне 1960 Формулы-1 British Racing Motors сменили состав пилотов: оставлен был лишь Грэм Хилл. Вторым гонщиком был взят Тони Брукс, ранее уже выступавший за BRM. Оба стартовали во всех гонках сезона.
Шасси BRM P48/57 оказалось ещё слабее, чем BRM P48. Оно не было достаточно быстрым для того, чтобы приносить очки. Сходов было значительно меньше, но в первых шести Гран-при гонщики BRM набрали только одно очко - на Гран-при Франции Грэм Хилл пришёл шестым. Правда, на Гран-при Великобритании Тони Брукс установил лучшее время круга.  

Прогресс наметился лишь в двух последних гонках сезона. В Италии Тони Брукс пришёл пятым, а в США - третьим (там же пятое место занял Грэм Хилл). Однако команда набрала с учётом того, что в Кубке конструкторов учитывался только лучший результат команды, только 7 очков и заняла пятое место в Кубке конструкторов (последнее место среди набравших очки).  

В 1962 шасси BRM P48/57 использовалось на Гран-при Монако командой Ecurie Galloise. Единственный её гонщик - Джеки Льюис - не прошёл квалификацию. Также на Гран-при ЮАР на BRM P48/57 стартовал Брюс Джонстон. Он пришёл в гонке девятым.

## Таблица результатов
| Легенда к таблице |                                                                    |
| --- | ------------------------------------------------------------------ |
| В таблице перечислены результаты всех Гран-при Формулы-1, в которых использовался автомобиль. Строками таблицы являются сезоны, столбцами — этапы чемпионата мира. В каждой клетке указаны сокращённое название этапа и результат, дополнительно обозначенный цветом. Расшифровка обозначений и цветов представлена в нижеследующей таблице. |                                                                    |
| \| Пример \| Описание \| \| ------------ \| ------------------------------------------------------------------ \| \| 1 \| Победитель \| \| 2 \| Второе место \| \| 3 \| Третье место \| \| 5 \| Финишировал, заработав очки \| \| Сход \| Не финишировал, но при этом заработал очки \| \| 12 \| Финишировал, не получив очков \| \| НКЛ \| Финишировал, но не попал в финальную классификацию \| \| 15 \| Участвовал вне зачёта, либо по отдельной классификации \| \| 18 \| Не финишировал, но попал в финальную классификацию \| \| Сход \| Не финишировал \| \| НКВ \| Не прошёл квалификацию \| \| НПКВ \| Не прошёл предквалификацию \| \| ДСК \| Дисквалифицирован \| \| ИСК \| Исключён из протокола соревнований \| \| ТТ \| Заявлен для участия только в тренировках \| \| НС \| Участвовал в квалификации, но не стартовал в гонке \| \| Т \| Травмирован или болен \| \| ОТК \| Отказ от участия \| \| НТР \| Прибыл на соревнования, но на трассу не выезжал \| \| НПР \| Был заявлен в числе участников, но не прибыл к началу соревнований \| \| О \| Соревнования отменены \| \| \| Не участвовал \| \| Поул-позиция \| \| \| Быстрый круг \| \| |                                                                    |
| Пример | Описание                                                           |
| 1 | Победитель                                                         |
| 2 | Второе место                                                       |
| 3 | Третье место                                                       |
| 5 | Финишировал, заработав очки                                        |
| Сход | Не финишировал, но при этом заработал очки                         |
| 12 | Финишировал, не получив очков                                      |
| НКЛ | Финишировал, но не попал в финальную классификацию                 |
| 15 | Участвовал вне зачёта, либо по отдельной классификации             |
| 18 | Не финишировал, но попал в финальную классификацию                 |
| Сход | Не финишировал                                                     |
| НКВ | Не прошёл квалификацию                                             |
| НПКВ | Не прошёл предквалификацию                                         |
| ДСК | Дисквалифицирован                                                  |
| ИСК | Исключён из протокола соревнований                                 |
| ТТ | Заявлен для участия только в тренировках                           |
| НС | Участвовал в квалификации, но не стартовал в гонке                 |
| Т | Травмирован или болен                                              |
| ОТК | Отказ от участия                                                   |
| НТР | Прибыл на соревнования, но на трассу не выезжал                    |
| НПР | Был заявлен в числе участников, но не прибыл к началу соревнований |
| О | Соревнования отменены                                              |
| | Не участвовал                                                      |
| Поул-позиция |                                                                    |
| Быстрый круг |                                                                    |

| Год  | Команда                  | Двигатель                      | Ш | Пилоты | 1    | 2   | 3    | 4    | 5    | 6    | 7    | 8   | Место | Очки |
| ---- | ------------------------ | ------------------------------ | - | ------ | ---- | --- | ---- | ---- | ---- | ---- | ---- | --- | ----- | ---- |
| 1961 | Owen Racing Organisation | Coventry Climax FPF 1,5 л., L4 | D |        | МОН  | НИД | БЕЛ  | ФРА  | ВЕЛ  | ГЕР  | ИТА  | США | 5     | 7    |
| 1961 | Owen Racing Organisation | Coventry Climax FPF 1,5 л., L4 | D | Брукс  | 13   | 9   | 13   | Сход | 9    | Сход | 5    | 3   | 5     | 7    |
| 1961 | Owen Racing Organisation | Coventry Climax FPF 1,5 л., L4 | D | Хилл   | Сход | 8   | Сход | 6    | Сход | Сход | Сход | 5   | 5     | 7    |

1. ↑  Учитывались результаты лучших 5 гонок, oдин и тот же конструктор получал очки только за лучшую финишную позицию.